# Frank Richard Branch
Pour les articles homonymes, voir Branch.
Frank Richard Branch, né le 7 mai 1944 à Bathurst au Nouveau-Brunswick et mort le 22 octobre 2018 dans la même ville, est un enseignant et un homme politique canadien.

## Biographie
Frank Richard Branch est né le 7 mai 1944 à Bathurst, au Nouveau-Brunswick. Son père est Richard E. Branch et sa mère est Lauretta Whelton. Après des études élémentaires à l'école de Big River puis de Bathurst-Sud, il fréquente l'école secondaire LeBlanc. Il étudie ensuite à l'Université Saint-Thomas, au Collège Sacré-Cœur de Bathurst et à l'Université du Nouveau-Brunswick. Il épouse Karen Ingrid Targett le 26 décembre 1970.
Il est député de Gloucester à l'Assemblée législative du Nouveau-Brunswick de 1970 à 1974 en tant que libéral. Il est ensuite député de Nepisiguit de 1974 à 1995, puis de 2003 à 2006. De 1987 à 1991, il est élu président de l'Assemblée législative du Nouveau-Brunswick. Le 13 janvier 2006, il quitte l'Association libérale de son intention de siéger en tant que député indépendant à l’Assemblée législative.
Il ne se représentera pas à l'élection du 18 septembre 2006.